# Aiguille du Grépon
L'Aiguille du Grépon (3.482 m s.l.m.) è una montagna della catena delle Aiguilles de Chamonix, nel massiccio del Monte Bianco.

## Descrizione
Si trova a ovest della Mer de Glace, a sud della Aiguille des Grands Charmoz. La prima ascensione fu compiuta il 5 agosto 1881 da Albert Frederick Mummery con le guide Alexander Burgener e Benedikt Venetz, per la cresta nord. La traversata Charmoz-Grépon è ormai considerata una classica, anche facente parte del libro Il massiccio del Monte Bianco - Le 100 più belle ascensioni di Gaston Rébuffat.